# Warneckea walikalensis
Warneckea walikalensis là một loài thực vật có hoa trong họ Mua. Loài này được (A. Fern. & R. Fern.) Jacq.-Fél. miêu tả khoa học đầu tiên năm 1978.